# مارتینا کارارو
مارتینا کارارو (انگلیسی: Martina Carraro؛ زادهٔ ۲۱ ژوئن ۱۹۹۳) ورزشکار در زمینه ورزش شنا اهل ایتالیا است.
وی در مسابقات کشوری و بین‌المللی در مجموع برندهٔ ۱ مدال طلا، ۶ مدال نقره، ۷ مدال برنز شده‌است. وی از شناگران بازی‌های المپیک تابستانی ۲۰۱۶ و ۲۰۲۰ است.